# Minotaur-C
Minotaur-C, dříve známý jako Taurus, je čtyřstupňová raketa americké firmy Orbital ATK, do roku 2015 Orbital Sciences Corporation vyvinutá pro zaplnění mezery mezi raketou Pegasus a silnějšími nosiči této firmy. Svou nosností se řadí do skupiny lehkých nosných raket. Jako pohonné látky pro všechny čtyři stupně využívá tuhé palivo, které nelze nijak regulovat. Tři starty skončily havárií. Po třetí havárii byla raketa přejmenována na Minotaur-C, která obsahuje avioniku z podobných raket řady Minotaur.

## Havárie družice OCO
Ta vážnější se stala 24. února 2009. Raketa startující z Vandenberg AFB neodhodila aerodynamický kryt, který ji tížil, tak nedosáhla oběžné dráhy a zřítila se do oceánu poblíž Antarktidy. Byl ztracen satelit OCO za 250 milionů USD. Družice měla měřit koncentraci CO2 v atmosféře.

## Havárie družice Glory
Další nehoda se stala 4. března 2011, kdy byla při selhání rakety zničena klimatologická družice Glory v hodnotě 424 milionů dolarů.   Příčina nehody byla stejná, jako při předchozím letu, tedy závada při oddělování aerodynamického krytu, přestože společnost Orbital Sciences pracovala na opravě chyby téměř dva roky. Poslední dva nevydařené starty znamenají ztrátu 700 milionů dolarů .